# Jacques Andersson Yobo
 (juillet 2025).
Si vous disposez d'ouvrages ou d'articles de référence ou si vous connaissez des sites web de qualité traitant du thème abordé ici, merci de compléter l'article en donnant les références utiles à sa vérifiabilité et en les liant à la section « Notes et références ».
Jacques Andersson Yobo est un footballeur ivoirien né en 1982 à Kénitra au Maroc. Il évolue actuellement au club KAC de Kénitra.

## Carrière
- 2006 - 2007 : KAC de Kénitra  Maroc
- 2007 - 2008 : IRT de Tanger  Maroc

## Palmarès

### En clubs
- 2006-07 : Vice-champion du Maroc GNF 2